# Gian Gabriello Maccafani
Gian Gabriello Maccafani (Pereto, 6 maggio 1762 – Pereto, 30 maggio 1785) è stato uno scrittore italiano.

## Biografia

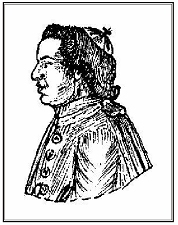
Gian Gabriello: autoritratto

Fu battezzato nella chiesa di San Giorgio martire di Pereto il giorno 8 maggio 1762 con il nome di Giovanni, Gabriele, Antonio, Maria, Gregorio, Stanislao.
Era figlio di Giovanni Battista, dottore fisico, e Anna Felice Tucci di Paliano, paese in provincia di Frosinone. Gian Battista e Anna Felice generarono diversi figli: Lorenza, Gian Gabriele, Francesco Antonio, Maria Francesca, Gian Maria, Maria Giulia, Marianna, Maria Caterina, e Gian Gabriello.
Nella casa in cui viveva a Pereto, Gian Gabriello si trovava circondato dalla storia: il palazzo della famiglia, con la sua architettura, le sue stanze, le suppellettili e le carte lasciate dagli antenati. Con lui viveva il padre, la madre, il fratello Gian Maria, dedito pure lui a scrivere componimenti e lo zio Gian Dionisio, prevosto della cattedrale di san Leucio ad Atessa, provincia di Chieti, tra il 1750 ed il 1782.
Studiò presso il Collegio Romano ed ebbe diversi maestri importanti per quell'epoca. Successivamente studiò presso l'Università La Sapienza di Roma conseguendo la laurea. Frequentò il Foro Romano.
Fu nominato Dottore e Vicario lateranense di tutte le chiese di San Giovanni edificate nel suolo lateranense a quel Capitolo appartenenti ed esistenti nella Diocesi dei Marsi ed in quella di Sora.
Viste le sue doti fu ascritto nell'Accademia dei Forti, degl'Aborigeni e degl'Armonici. In particolare fu ascritto in Arcadia con il nome di Libillo Peretense.
Una delle aspirazioni di Gian Gabriello, probabilmente, era quella di diventare abate di santa Maria dei Bisognosi, dopo che i Maccafani l'avrebbero riavuta dai Colonna. Nel 1533 i Colonna avevano estromesso i Maccafani dalla gestione della chiesa di santa Maria dei Bisognosi, impossessandosene dopo la morte del vescovo dei Marsi, Giovanni Dionisio Maccafani.
Fu fatto il 22 gennaio 1540 un processo da parte dei Maccafani, ma persero il possesso della chiesa, di san Silvestro di Pereto e di altri possedimenti minori. Persero quindi il diritto di nominare gli abati nella gestione della chiesa, ma non persero la speranza di riavere questa chiesa. Speranza che continuò per tutto il Seicento e Settecento fino ad arrivare a Gian Gabriello che con i suoi scritti cerca sempre di dimostrare che l'abbazia di santa Maria dei Bisognosi era una “proprietà” dei Maccafani e che i Colonna vi si erano introdotti in modo ingiusto.
Amico di diverse autorità religiose del suo tempo: con alcuni collaborò per la pubblicazione di alcune opere. Intrattenne corrispondenze epistolari tra storici e letterati dell'epoca, in particolare con Pietro Metastasio. Fu cultore della storia dei popoli Marsi ed Equi.
Alla fine di giugno del 1785 si ammalò a Roma, ed il suo male fu diagnosticato come “febbre putrida maligna”. Tornò a Pereto sperando che l'aria salubre gli fosse di aiuto nella sua malattia, ma il 30 agosto, all'età di 23 annì, morì.
Il suo corpo fu tumulato nella chiesa di San Giorgio martire in Pereto nella sepoltura destinata ai sacerdoti. Fu sepolto senza alcuna iscrizione.

## Opere e cronologia
Gian Gabriello cercò di mettere insieme più notizie possibili per poter dare alla luce una storia della chiesa di Santa Maria dei Bisognosi di cui sognava di divenir abate. L'opera che stava preparando non fu mai pubblicata. Morto Gian Gabriello, queste carte rimasero fonte di lettura di alcuni successivi storici.
Scrisse diversi manoscritti con tema il santuario della Madonna dei Bisognosi (Pereto-Rocca di Botte), preparò un elenco di abati di questa chiesa con le loro relative nomine ed inoltre collezionò molte carte originali in una raccolta.
Scrisse pure una storia su San Silvestro di Pereto, altra chiesa famosa, e anche di questa raccolse una serie di notizie sugli abati e ricercò molte carte originali, alcune delle quali riferite alla chiesa di San Giovanni Battista.
A lui sono attribuibili un manoscritto sulla chiesa di San Pietro di Pereto, uno su Santa Maria in Cellis di Carsoli, un Commentarius prævius che riporta il testo della Vita antica o apografa o Atti di san Pietro eremita, santo nato nel vicino paese di Rocca di Botte e morto a Trevi, nel Lazio.
I suoi manoscritti sono riconoscibili dal formato di carta che è sempre lo stesso. La maggior parte delle carte che ha lasciato sono firmate.